# 요권괴권
"요권괴권"은 한국에서 제작된 박윤교 감독의 1982년 영화이다. 김애경 등이 주연으로 출연하였고 한갑진 등이 제작에 참여하였다.

## 출연

### 주연
- 김애경
- 지윤주
- 허진
- 김기주

## 기타
- 조명: 이억만
- 녹음: 김병수
- 미술: 조경환